# Thomas Meighan

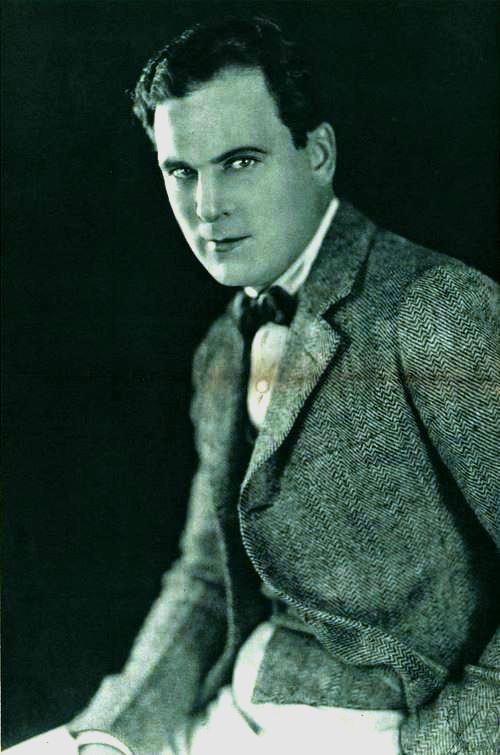
Thomas Meighan (1922)

Thomas Meighan (* 9. April 1879 in Pittsburgh, Pennsylvania; † 8. Juli 1936 in Great Neck, New York) war ein US-amerikanischer Schauspieler, der es in der Stummfilmära zu hoher Popularität brachte und zu den bestverdienenden Hollywood-Stars zählte.

## Leben und Karriere
Thomas Meighan wurde 1879 in eine wohlhabende Familie aus Pittsburgh geboren. Er studierte für drei Jahre Pharmakologie am St. Mary’s College, entschied sich dann aber für den Beruf des Schauspielers. Sein erstes Theaterengagement hatte er ab 1896 in der Schauspieltruppe von Henrietta Crosman. Schnell wurde Meighan erfolgreich und schaffte 1900 den Sprung an den Broadway in New York. Seine Rolle im Stück The Dictator brachte dem gutaussehenden Schauspieler schließlich Bekanntheit ein und es folgten weitere Stücke. Nachdem er bereits 1911 sein Filmdebüt gegeben hatte, wandte sich Meighan Mitte der 1910er-Jahre immer mehr dem Film zu. Dort spielte er als populärer Hauptdarsteller meist solide auftretende, attraktive Männer und war unter anderem an der Seite von Mary Pickford und Gloria Swanson zu sehen.
Meighan und Swanson traten in den Kinoerfolgen Zustände wie im Paradies (1919) und Irrwege einer Ehe (1920) unter Regie von Cecil B. DeMille gemeinsam auf. Einer von Meighans erfolgreichsten Filmen, The Miracle Man von 1919, ist dagegen bis heute verschollen geblieben. In den 1920er-Jahren konnte er seine Beliebtheit aufrechterhalten, zeitweise kassierte Meighan rund 10.000 US-Dollar in der Woche. Von 1924 bis 1926 fungierte er als Präsident von The Lambs, einem renommierten New Yorker Club für Schauspieler. 1928 spielte Meighan die Hauptrolle eines Polizisten in Lewis Milestones Kriminalfilm The Racket, der auf der ersten Oscarverleihung 1929 für die Kategorie Bester Film nominiert wurde. Als der Tonfilm Ende der 1920er-Jahre einen großen Umbruch für Hollywood bedeutete, entschied sich der bereits fast 50-jährige Meighan, sich weitgehend aus dem Filmgeschäft zurückzuziehen und in das Immobiliengeschäft zu wechseln. Nur gelegentlich übernahm er noch Filmrollen, etwa zuletzt als Vater von Jackie Cooper im Kinderfilm Peck's Bad Boy von 1934.
Ebenfalls 1934 erkrankte Meighan an Krebs, an welchem er zwei Jahre später im Alter von 57 Jahren verstarb. Die New York Times nannte ihn in ihrem Nachruf einen „Filmstar, einen der großen Lieblinge des Stummfilmkinos“. Thomas Meighan hinterließ seine Frau Frances Ring, eine Theaterschauspielerin, mit der er seit 1909 verheiratet gewesen war. Für seine Filmarbeit besitzt er einen Stern auf dem Hollywood Walk of Fame.

## Filmografie (Auswahl)
- 1911: The Ne'er-Do-Well
- 1915: The Fighting Hope
- 1916: The Trail of the Lonesome Pine
- 1917: Her Better Self
- 1918: Heart of the Wilds
- 1918: The Forbidden City
- 1919: The Miracle Man
- 1919: Zustände wie im Paradies (Male and Female)
- 1920: Irrwege einer Ehe (Why Change Your Wife?)
- 1920: Civilian Clothes
- 1921: A Prince There Was
- 1921: Conrad in Quest of His Youth
- 1922: Frauen auf schiefer Bahn (Manslaughter)
- 1923: The Ne'er-Do-Well
- 1923: Homeward Bound
- 1924: Pied Piper Malone
- 1925: The Man Who Found Himself
- 1926: The New Klondike
- 1926: The Canadian
- 1928: The Racket
- 1928: The Mating Call
- 1929: The Argyle Case
- 1931: Skyline
- 1934: Peck's Bad Boy